# 勃欧语
勃欧语（缅甸语：ပအိုဝ်း）（勃欧語：ပအိုဝ်ႏဘာႏသာႏlistenⓘ），又稱勃欧克倫语（緬甸語：ပအိုဝ်ႏ），是一种由缅甸150万勃欧人使用的克伦语支语言。勃欧人也被叫做黑克伦，因为他们的传统服饰喜用黑色。
语言使用的文字由基督教传教士创造，网络上的相关材料很多都有早期基督教传教士参与，不过大部分勃欧人其实是佛教徒（无确切统计数据）。
语言的外名还有“黑克伦”和“白克伦”，都用来与“红克伦语”作区分。
方言有东枝和科卡雷特2种。